# 宿勤明達
宿勤 明達（しゅくきん めいたつ、生年不詳 - 531年）は、北魏の反乱指導者。本貫は高平郡。

## 経歴
524年（正光5年）、胡琛の反乱に参加し、その部将となった。10月、北魏の豳州・夏州・北華州に進攻した。525年（孝昌元年）、万俟醜奴とともに北魏の涇州を攻撃した。北魏の将軍の盧祖遷や伊瓫生を破り、崔延伯を敗死させた。530年（永安3年）、北魏の爾朱天光が平涼を攻め落とすと、明達は降伏を願い出た。まもなく再び反乱を起こした。賀抜岳が爾朱天光の命を受けて討伐におもむくと、明達は東夏州に逃れた。531年（普泰元年）4月、爾朱天光に敗れて、洛陽に送られ、斬られた。